# Hungarian Ladies Open 2019
L'Hungarian Ladies Open 2019 è stato un torneo femminile di tennis giocato su cemento indoor. È stata la 3ª e ultima edizione dell'Hungarian Ladies Open, facente parte della categoria International nell'ambito del WTA Tour 2019. Si è giocato al BOK Hall di Budapest, in Ungheria, dal 18 al 24 febbraio 2019.

## Partecipanti

### Teste di serie
| Nazionalità | Giocatrice             | Ranking* | Testa di serie |
| ----------- | ---------------------- | -------- | -------------- |
| Belgio      | Alison Van Uytvanck    | 50       | 1              |
| Belgio      | Kirsten Flipkens       | 53       | 2              |
| Francia     | Pauline Parmentier     | 55       | 3              |
| Serbia      | Aleksandra Krunić      | 57       | 4              |
| Russia      | Ekaterina Aleksandrova | 65       | 5              |
| Germania    | Andrea Petković        | 68       | 6              |
| Svezia      | Johanna Larsson        | 71       | 7              |
| Rep. Ceca   | Markéta Vondroušová    | 72       | 8              |

* Ranking al 11 febbraio 2019.

### Altre partecipanti
Le seguenti giocatrici hanno ricevuto una wild card per il tabellone principale:
- Anna Bondár
- Ana Konjuh
- Fanny Stollár

Le seguenti giocatrici sono passate dalle qualificazioni:

- Gréta Arn
- Ysaline Bonaventure
- Georgina García Pérez
- Tereza Smitková
- Iga Świątek
- Natal'ja Vichljanceva

La seguente giocatrice è entrata in tabellone come lucky loser:
- Viktorija Tomova

### Ritiri
Prima del torneo
- Margarita Gasparjan → sostituita da  Kateryna Kozlova
- Kirsten Flipkens → sostituita da  Viktorija Tomova
- Tatjana Maria → sostituita da  Anna Blinkova
- Magdaléna Rybáriková → sostituita da  Olga Danilović
- Anna Karolína Schmiedlová → sostituita da  Fiona Ferro

## Punti e montepremi
| Torneo              | Torneo              | V      | F      | SF     | QF    | 2T    | 1T    | Q  | Q2    | Q1  |
| Singolare femminile | Punti               | 280    | 180    | 110    | 60    | 30    | 1     | 18 | 12    | 1   |
| Singolare femminile | Premi in denaro ($) | 43,000 | 21,400 | 11,500 | 6,175 | 3,400 | 2,100 | –  | 1,020 | 600 |
| Doppio femminile    | Punti               | 280    | 180    | 110    | 60    | -     | 1     | –  | –     | –   |
| Doppio femminile    | Premi in denaro ($) | 12,300 | 6,400  | 3,435  | 1,820 | -     | 960   | –  | –     | –   |

## Campionesse

### Singolare
Alison Van Uytvanck ha sconfitto in finale  Markéta Vondroušová con il punteggio di 1-6, 7-5, 6-2.
- È il terzo titolo in carriera per Van Uytvanck, primo della stagione.

### Doppio
Ekaterina Aleksandrova /  Vera Zvonarëva hanno sconfitto in finale  Fanny Stollár /  Heather Watson con il punteggio di 6-4, 4-6, [10-7].